# Arthur Palliser
Arthur John "Jack" Palliser (2 de Março de 1890 - 5 de Novembro de 1918) foi um piloto do Australian Flying Corps durante a Primeira Guerra Mundial. Durante o tempo em que combateu, conseguiu obter sete vitórias aéreas na guerra aérea da Frente Ocidental. Faleceu no dia 5 de Novembro de 1918 durante um combate aéreo contra pilotos da Jasta Boelcke.